# 최택용
최택용(崔宅甬, 1968년 3월 31일 ~ )는 대한민국의 시민운동가이자 정치인으로, 더불어민주당 소속 정당인이다.

## 학력
- 경남중학교 졸업
- 경남고등학교 졸업
- 단국대학교 경제학과 학사
- 부산대학교 환경대학원 도시계획학 석사 졸업

## 정치 경력
정치 입문 전에는 부산녹색연합에서 시민운동가로 활동하였다. 2002년 대한민국 제16대 대통령 선거를 앞두고 개혁국민정당 부산시위원회 운영위원장으로 정치에 입문하였다. 2004년에 대한민국 제17대 국회의원 선거 당시 해운대구·기장군 을 선거구에 출마했으나 35.23% 득표에 그치며 낙선하였다. 낙선 직후 약 1년 간 국가균형발전위원회 자문위원으로 활동하였다.
2018년 제7회 전국동시지방선거 박원순 서울특별시장 선거대책위원회에서 지역상생본부 공동본부장을 맡아 박원순의 서울시장 3선에 힘을 보탰다.7월에는 더불어민주당에서 기장군 지역위원장, 11월에는 중앙당 부대변인직을 받았다. 2019년부터는 더불어민주당 을지로위원회 부위원장직도 겸임하였다.
그리고 2020년 4월 15일에 대한민국 제21대 국회의원 선거 때 본인이 지역위원장으로 있는 부산광역시 기장군에 공천을 받았다. 현역 의원인 미래통합당 윤상직 의원이 불출마를 선언하면서 상대는 기장군의원, 부산시의원을 지낸 정동만 후보로 결정되었다. 개표 결과 접전 끝에 44.41% : 49.63%로 5.22% 차 석패를 하며 낙선의 고배를 마셨다. 인구가 많은 정관읍에서 4,333표 차로 승리했고 또 관외사전투표에서도 691표 차로 앞섰지만 나머지 지역에서 패배하면서 결국 낙선하고 말았다.

## 역대 선거 결과
|  | 35.23% |

|  | 44.41% |

|  | 47.66% |